# La Tosca (film fra 1909)
|  | For andre betydninger, se La Tosca |
La Tosca er en fransk stumfilm fra 1909 instrueret af André Calmettes og Charles le Bargy.
Filmen er baseret på Victorien Sardous skuespil La Tosca fra 1887.

## Medvirkende
- Cécile Sorel som Floria Tosca
- René Alexandre som Mario Cavaradossi
- Charles le Bargy som Scarpia
- Charles Mosnier som Cesare Angelotti